# 迈克·哈维纳尔
邁克·哈維納爾（荷蘭語：Mike Havenaar，1987年5月20日—），已退役荷蘭裔日本足球運動員，司職前鋒，前日本國家足球隊成員。

## 早期经历
哈维纳尔的父亲迪多·哈维纳尔是一名足球守门员，他在1986年和妻子从荷兰来到日本，加盟日本足球联赛球队马自达FC（现广岛三箭）。1987年，迈克·哈维纳尔在广岛市出生。迈克·哈维纳尔的母亲曾经是荷兰国家田径队七项全能的选手。他的弟弟尼基·哈维纳尔曾经在名古屋鲸鱼青年队效力。他们一家人在1994年获得日本国籍。

## 俱乐部生涯
迪多在职业生涯晚期加盟札幌冈萨多并在退役后成为球队的守门员教练，迈克·哈维纳尔因此在札幌冈萨多开始接受职业足球训练。2003年，迪多转投横滨水手，继续担任守门员教练，迈克跟随他加盟横滨水手。
2006年，迈克·哈维纳尔并提升入横滨水手一线队名单，并在4月15日和大阪飞脚的比赛中上演职业生涯的联赛首秀。
2008年，哈维纳尔被租借到日乙球队福冈黄蜂一个赛季，他为球队在联赛中出场26次，打进7球。
2009年，哈维纳尔回归横滨水手，但在球队的位置却被新秀渡边千真所压制，不得不在5月份租借加盟另一支日乙联赛球队鸟栖砂岩。他和同样从横滨水手租借而来的山瀬幸宏配合默契，在山瀬的帮助下，哈维纳尔联赛出场33次射进15球，堪称高效。
2010年，因其在鸟栖砂岩的出色表现，多数日职与日乙球队向哈维纳尔抛出橄榄枝，最终哈维纳尔选择转会加盟日乙联赛球队甲府风林，在第一个赛季，他出场31次，取得20个进球，成为日乙联赛的赛季最佳射手，也帮助甲府风林重新回到甲级联赛行列。
2011年赛季，哈维纳尔代表甲府风林在日职出场32次打进17球，虽然无法挽救甲府风林降级的命运，但他依然凭借个人的精彩表现入选該赛季日职联赛最佳11人名单。
2011年12月21日，荷甲球队维特斯击败德甲球队沃尔夫斯堡，和哈维纳尔签订了一份两年半的合同。2012年1月22日，哈维纳尔在维特斯0比1不敌NEC奈梅亨的比赛第73分钟替补出场，首次为维特斯在正式比赛中亮相。 1月27日，他在荷甲联赛的第二次亮相即取得进球，但维特斯1比3不敌PSV埃因霍温。
西乙球队科尔多瓦签下日籍荷兰裔前锋哈维纳尔，合同为期2年外加1年延长条款。
荷甲球队ADO海牙官方宣布正式签下HJK赫尔辛基的日本前锋迈克·哈维纳尔，他是以自由转会形式加盟球队，双方签约三年至2018年6月。
前日本国脚迈克·哈维纳尔加盟神户胜利船，结束五年旅欧生涯，回归日职联赛。身高194cm的哈维纳尔曾经是神户胜利船队内大杀器，上赛季神户胜利船不但购买了伊涅斯塔等多位欧洲大牌球员，还将同样高大的前锋长泽骏召入队中。雄心勃勃的神户胜利船的目标不仅仅是日本联赛，本赛季没有打入亚冠的他们加大了引援资金，寻求更多高水平外援加盟。191cm的长泽骏已经完全顶替了麦克-哈维纳尔的位置，加上大阪飞脚的小将初濑亮加盟，新赛季哈维纳尔只得寻求其他出路。
据报導，前日本国脚麦克·哈维纳尔正式从神户胜利船租借加盟至仙台维加泰 。
2018年12月16日，泰超联赛亚军曼谷联宣布前日本国脚麦克·哈维纳尔加盟。完成注册之后，哈维纳尔将在曼谷联和越南河内FC的亚冠资格赛中完成首秀。
2020年3月26日，日乙球队甲府风林官方宣佈日本前国脚前锋麦克·哈维纳尔加盟球队。
前日本前锋迈克·哈维纳尔周四宣布退役，结束了他的职业生涯。

## 国家队生涯
2007年哈维纳尔被日本U20足球代表队征召，随队参加了在加拿大举行的U20世界杯，并在与尼日利亚的比赛中登场亮相，2011年8月，哈维纳尔首次被日本国家队征召，并在日本与朝鲜的世预赛中完成了国家队的处子秀。
与塔吉克斯坦的比赛是哈维纳尔第三次代表日本国家队出战，哈维纳尔在第11分钟先为球队打进一球，下半场仅仅开始1分钟，哈维纳尔就梅开二度，最终帮助日本队主场取得大胜。

## 个人生活
2011年，哈维纳尔和一名日本女子结婚，他们的女儿于当年8月5日诞生。

## 外部連結
- 迈克·哈维纳尔的Facebook專頁
- 迈克·哈维纳尔的X（前Twitter）
- 迈克·哈维纳尔的Instagram帳戶